# إدينغتون (فلم)
إدينغتون (بالإنجليزية: Eddington) هو فيلم كوميدي غربي معاصر أمريكي من إخراج وسيناريو آري أستر، وبطولة خواكين فينيكس، وبيدرو باسكال.
عرض الفيلم لأول مرة في مهرجان كان السينمائي 2025 وشارك في المسابقة الرئيسية.

## القصة
في مايو 2020، اندلعت مواجهة بين عمدة بلدة صغيرة ورئيس البلدية مما أدى إلى صراعات، حيث يتنافس الجار ضد جاره في إدينغتون، نيومكسيكو.

## الممثلون
- خواكين فينيكس في دور الشريف جو كروس
- بيدرو باسكال في دور عمدة المدينة تيد غارسيا
- إيما ستون
- أوستن باتلر
- لوك غريمس
- ديدري أوكونيل
- مايكل وارد
- كليفتون كولينز جونيور
- وليام بيلو
- كاميرون مان
- مات غوميز هيداكا
- أميلي هوفيرل
- روبين كاسبر

## الإنتاج
كتب آري أستر سيناريو فيلم غربي معاصر، فكر سابقاً في صنعه كأول ظهور إخراجي له. حاول صنعه لمدة خمس سنوات تقريبًا قبل أن يقرر صنع فيلمي منتصف الصيف ووراثي أولاً. أثناء الترويج لفيلمه الثالث، بو خائف، أشار أستر إلى أن فيلمه التالي سيكون على الأرجح غربيًا وأنه قام بتحديثه لتدور أحداثه أثناء جائحة كورونا. أُعلن عن مشاركة إيما ستون وكريستوفر آبوت في الفيلم في يناير 2023، كما خطط أستر أيضًا للتعاون مع خواكين فينيكس مرة أخرى في الفيلم. كان أستر وفينيكس يستكشفان مواقع التصوير في نيومكسيكو في أغسطس 2023. في مارس 2024، تمت إضافة فينيكس، وستون، وأوستن باتلر، وبيدرو باسكال، ولوكي غرايمز، وديردري أوكونيل، ومايكل وارد، وكليفتون كولينز جونيور إلى فريق التمثيل، مع تولي بتلر دور أبوت. أنتج الفيلم شركة سكوير بيغ وA24، اللذان مولا الفيلم أيضًا مع IPR.VC. تم التصوير من مارس إلى مايو 2024 في ألباكركي وتروث أور كونسكيونسيس.
في 9 أبريل 2025، أُعلن أن بوبي كرليك سيُلحن موسيقى الفيلم، بعد تعاونه سابقًا مع أستر في فيلمي منتصف الصيف وبو خائف.

## الجوائز والترشيحات
| قائمة الجوائز والترشيحات | قائمة الجوائز والترشيحات | قائمة الجوائز والترشيحات | قائمة الجوائز والترشيحات | قائمة الجوائز والترشيحات |
| الجائزة                  | الفئة                    | المستلم                  | النتيجة                  | م.                       |
| ------------------------ | ------------------------ | ------------------------ | ------------------------ | ------------------------ |
| مهرجان كان السينمائي     | السعفة الذهبية           | إدينغتون                 | رُشِّح                      |                          |

## روابط خارجية
- مقالات تستعمل روابط فنية بلا صلة مع ويكي بيانات